# Denis Zachaire
Denis Zachaire est le nom qu'on donne souvent – mais à tort – à un alchimiste français du XVIe siècle, originaire de Guyenne, qui se désignait en réalité sous le pseudonyme de « Maistre D. Zecaire » (c. 1515 - après 1560). « Maistre » signifie ici maître ès arts, comme on l'apprend dans son autobiographie. Son véritable nom pourrait être Joannes Cerasius, originaire de Condom : c'est le nom qui figure au bas du texte qui suit l'autobiographie de Zecaire (son Opuscule très excellent) dans le ms. fr. 1089 de la BnF (Paris). Cerasius est en effet l'anagramme de Secarius (d'où « Zecaire » en français, le Z étant absent de l'alphabet latin). On n'est pas arrivé à faire coïncider la forme latine de ce patronyme avec un nom français historiquement attesté. Le manuscrit de la BnF, seul manuscrit connu, a été rédigé à Paris en 1560 (fol. 53v°). Le texte de Zecaire, probablement une copie de l'autographe (aujourd'hui disparu), y est présenté comme ayant été originellement rédigé à Bâle, où l'auteur dit avoir passé un mois (fol. 43r°). 
La forme « Zachaire » et le prénom « Denis » ont été forgés indépendamment de l'auteur : le prénom « D. », toujours maintenu sous cette forme dans l'autobiographie de l'auteur, a été développé sous la forme Dionysius (« Denis ») par Gerhard Dorn en 1583 dans sa traduction en latin de l'œuvre de Zecaire. Le -h provient de la forme « Zecharius » utilisée par Dorn, modifiée par la suite en « Zacharius » sur la base de la réédition de l'Opuscule à Lyon en 1574 (voir le lien en bibliographie), où Zecaire était appelé « Zacaire ». La traduction de Dorn ayant été reprise en 1602 dans le Theatrum Chemicum, qui lui donna la plus grande publicité, le nom "Denis Zachaire" (Dionysius Zacharius) fut repris par tout un chacun. Les travaux de Renan Crouvizier (1995, 1999) ont montré son inanité.

## Biographie
« Maître D. Zecaire, philosophe guiennois », est aussi qualifié de « gentilhomme » dans la version imprimée – mais non dans le manuscrit, ce qui jette un doute sur l'authenticité de cette mention. Il semble avoir été de confession réformée. Son Opuscule suit de près le modèle autobiographique fourni par le Livre de Bernard le Trévisan (fin du XVe siècle), largement diffusé avant même sa première publication (1567). La similarité est telle entre les deux ouvrages qu'ils furent publiés ensemble en 1567, l'Opuscule de Zecaire volant la vedette, sur la page de titre, à son illustre prédécesseur. 
Zecaire est donc né en Guyenne, dans l'actuelle Aquitaine. Il fit ses études au Collège de Guyenne (Bordeaux) de 1535 à 1538, puis à la faculté de droit de Toulouse. Là, il se met à expérimenter l'alchimie, apprise auprès d'un maître à Bordeaux. Il est appelé à Pau par le roi de Navarre (Henri II de Navarre) en 1546, lequel lui promet 4 000 écus pour ses travaux d'alchimie. La légende de sa mort en 1556 selon Mardochée de Delle (ou plus exactement de Nelle: rabbi Mordechaï de Nello), poète et alchimiste à la cour de Rodolphe II, veut qu'il ait été assassiné sur la route de Cologne par un domestique qui lui vola et son épouse et sa poudre de projection. Les dates du manuscrit de Paris contredisent cette version des faits, qui semble puiser exclusivement à la version imprimée et ressemble assez à la légende forgée autour d'Edward Kelley.

## Alchimie
Son grand livre, Opuscule très excellent de la vraye philosophie naturelle des métaux (1567), raconte de façon quasi romancée la vie d'un alchimiste, son travail, ses espoirs, ses dépenses, puis expose une théorie alchimique et enfin une pratique sous forme allégorique, se conformant par là entièrement au modèle littéraire offert par le Livre du Trévisan. Zecaire ne suit cependant pas les mêmes sources. Il s'inspire notamment de Petrus Bonus et, dans une moindre mesure, il utilise entre autres le pseudo-Lulle et un alchimiste français du tout début du XVIe siècle, Valerand du Bois-Robert.
Michaël Maïer trace un parallèle entre la guerre de Troie, qui est pour lui la description imagée du Grand-Œuvre alchimique, et le récit d'une guerre concluant l'Opuscule : « Le Français Denis Zecaire, qui témoigne avoir écrit en 1548 ou un peu après, a procédé de la même façon : il a fait une très belle allégorie, d'un empereur assiégeant un prince dans une certaine ville. Il s'agissait d'une histoire vraie qui s'était passée de cette manière trois ou quatre ans avant en Allemagne. Et c'est ainsi que, sans le savoir, il avait décrit dans son ouvrage une véritable guerre de Troie. »
Zecaire déclare avoir réussi la transmutation le jour de Pâques 1550 : Il ne se passait jour « sans que je ne regardasse d'une fort grande diligence l'apparition des trois couleurs [noir, blanc, rouge] que les philosophes ont écrit devoir apparaître avant la perfection de notre divine œuvre, lesquelles, grâce au Seigneur Dieu, je vis, l'une après l'autre, si bien que le propre jour de Pâques après, j'en vis la vraie et parfaite expérience sur l'argent vif échauffé dedans un creuset, lequel se convertit en fin or devant mes yeux à moins d'une heure par le moyen d'un peu de cette divine poudre. Si j'en fus aise, Dieu le sait, si ne m'en vantis je pas pour cela mais, après avoir rendu grâce à notre bon Dieu, qui m'avait fait tant de faveur et grâce […]. »
Ce récit de transmutation, joint à celui de Bernard le Trévisan, a certainement été à l'origine de l'autobiographie fictive du Livre des figures hiéroglyphiques attribué à Nicolas Flamel (1612).

### Œuvres
- Opuscule très excellent de la vraye philosophie naturelle des métaux (1567), rééd. 1574 .
- Opuscule de la philosophie naturelle des métaux de Denis Zachaire, gentilhomme de Guyenne in : J. Mangin de Richebourg, Bibliothèque des philosophes chimiques, t. I, p. 531 à 587, Grez-Doiceau, 2003 (XIV + 600 p.)  (ISBN 2-9600364-2-5)
- Renan Crouvizier, D. Zecaire, Opuscule tres-eccelent de la vraye philosophie naturelle des metaulx, Édition critique, introduction et notes, Paris-Milan, S.E.H.A.-Archè, coll. « Textes et Travaux de Chrysopœia » (no 6), 1999, 208 p.  (ISBN 88-7252-196-3)

### Études
- Tenney L. Davis, The Autobiography of Denis Zachaire, in Isis, novembre 1925, vol. 8, 2 p. 287-299.
- E. J. Holmyard, L'Alchimie, trad. Arthaud, 1979, p. 264-270.
- Vie de Denys Zecaire, alchimiste, écrite par lui-même, éd. de Albert-Marie Schmidt, in Mesures, no  4, 15 octobre 1936, p. 151 sqq.

- Armand Lattes, Un alchimiste gascon : Denis Zachaire (1510-1556), Académie des Sciences, Inscriptions et Belles-Lettres de Toulouse, Série 18, Tome 5, Vol. 166, 5 décembre 2004, p. 25–28.
- Renan Crouvizier, L'authenticité de l'opuscule attribué à maistre D. Zecaire, Chrysopoeia, no I, Collège de France, 1995.
- Renan Crouvizier, édition critique mentionnée ci-dessus.